# A német könyvszakma békedíja

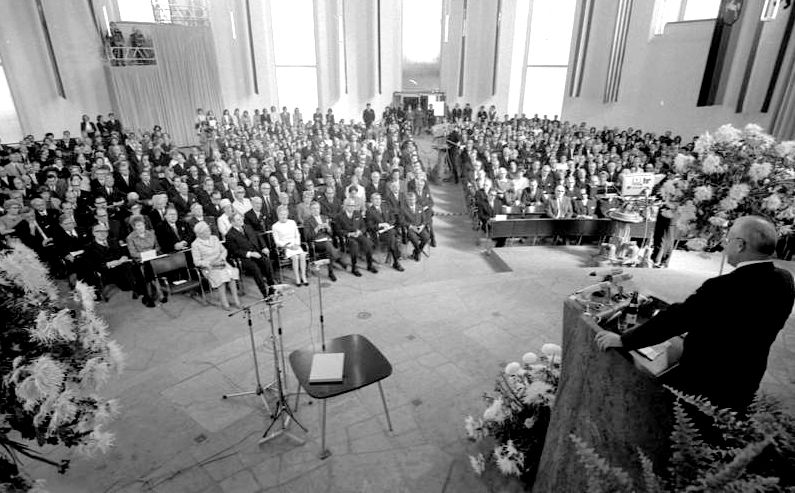
A német könyvszakma békedíjának átadása Gunnar és Alva Myrdal számára (1970)

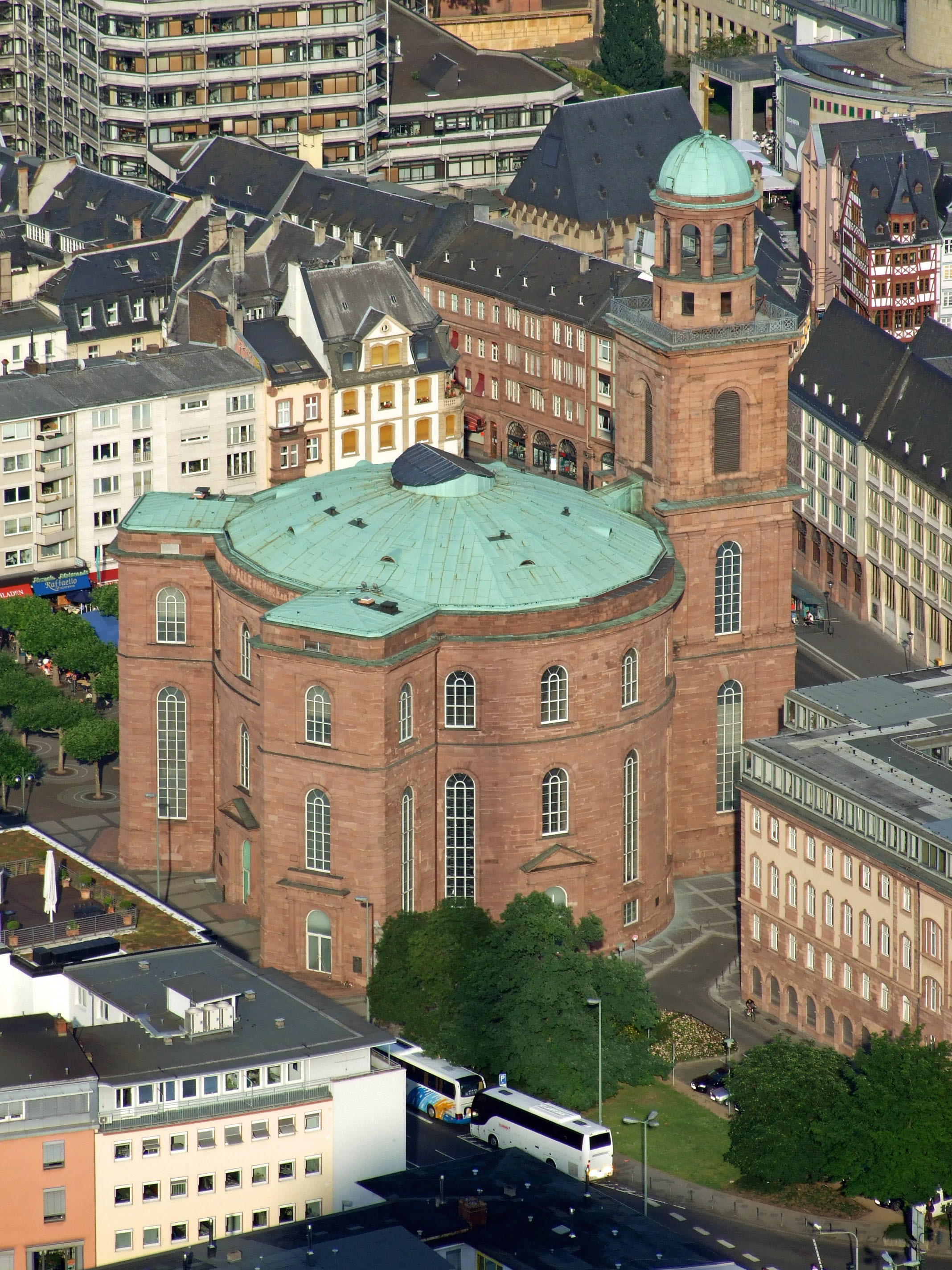
A Szent Pál-templom Frankfurtban

A német könyvszakma békedíja (Friedenspreis des Deutschen Buchhandels) egy rangos nemzetközi kulturális díj, melyet 1950 óta minden évben a Frankfurti Könyvvásár zárónapján ad át a Német könyvkiadók és könyvterjesztők egyesülete. A 25 000 euróval járó díjat a béke és a párbeszéd eszméjének érvényre juttatásáért az irodalomban, más művészeti ágban vagy a tudományban lehet kiérdemelni.
Az ünnepség színhelye a Frankfurter Paulskirche, ahol 1849-ben elfogadták az első össznémet polgári alkotmányt.
Két magyar díjazott volt már: 1991-ben Konrád György, 2004-ben Esterházy Péter.
| Év   | Díjazott                                                    | Méltató                                     |
| ---- | ----------------------------------------------------------- | ------------------------------------------- |
| 1950 | Max Tau                                                     | Adolf Grimme                                |
| 1951 | Albert Schweitzer                                           | Theodor Heuss                               |
| 1952 | Romano Guardini                                             | Ernst Reuter                                |
| 1953 | Martin Buber                                                | Albrecht Goes                               |
| 1954 | Carl Jacob Burckhardt                                       | Theodor Heuss                               |
| 1955 | Hermann Hesse                                               | Richard Benz                                |
| 1956 | Reinhold Schneider                                          | Werner Bergengruen                          |
| 1957 | Thornton Wilder                                             | Carl Jacob Burckhardt                       |
| 1958 | Karl Jaspers                                                | Hannah Arendt                               |
| 1959 | Theodor Heuss                                               | Benno Reifenberg                            |
| 1960 | Victor Gollancz                                             | Heinrich Lübke                              |
| 1961 | Szarvépalli Rádákrisnan                                     | Ernst Benz                                  |
| 1962 | Paul Tillich                                                | Otto Dibelius                               |
| 1963 | Carl Friedrich von Weizsäcker                               | Georg Picht                                 |
| 1964 | Gabriel Marcel                                              | Carlo Schmid                                |
| 1965 | Nelly Sachs                                                 | Werner Weber                                |
| 1966 | Augustin Bea és Willem Adolf Visser ’t Hooft (együtt)       | Paul Mikat                                  |
| 1967 | Ernst Bloch                                                 | Werner Maihofer                             |
| 1968 | Léopold Sédar Senghor                                       | François Bondy                              |
| 1969 | Alexander Mitscherlich                                      | Heinz Kohut                                 |
| 1970 | Alva Myrdal és Gunnar Myrdal (együtt)                       | Karl Kaiser                                 |
| 1971 | Marion Dönhoff                                              | Alfred Grosser                              |
| 1972 | Janusz Korczak (posztumusz)                                 | Hartmut von Hentig                          |
| 1973 | Római Klub                                                  | Nello Celio                                 |
| 1974 | Roger testvér                                               | nem volt                                    |
| 1975 | Alfred Grosser                                              | Paul Frank                                  |
| 1976 | Max Frisch                                                  | Hartmut von Hentig                          |
| 1977 | Leszek Kolakowski                                           | Gesine Schwan                               |
| 1978 | Astrid Lindgren                                             | Hans-Christian Kirsch és Gerold Ummo Becker |
| 1979 | Yehudi Menuhin                                              | Pierre Bertaux                              |
| 1980 | Ernesto Cardenal                                            | Johann Baptist Metz                         |
| 1981 | Lew Kopelew                                                 | Marion Gräfin Dönhoff                       |
| 1982 | George F. Kennan                                            | Carl Friedrich von Weizsäcker               |
| 1983 | Manès Sperber (betegsége miatt Alfred Grosser olvasott fel) | Siegfried Lenz                              |
| 1984 | Octavio Paz                                                 | Richard von Weizsäcker                      |
| 1985 | Teddi Kollek                                                | Manfred Rommel                              |
| 1986 | Władysław Bartoszewski                                      | Hans Maier                                  |
| 1987 | Hans Jonas                                                  | Robert Spaemann                             |
| 1988 | Siegfried Lenz                                              | Yohanan Meroz                               |
| 1989 | Václav Havel                                                | André Glucksmann                            |
| 1990 | Karl Dedecius                                               | Heinrich Olschowsky                         |
| 1991 | Konrád György                                               | Jorge Semprún                               |
| 1992 | Ámosz Oz                                                    | Siegfried Lenz                              |
| 1993 | Friedrich Schorlemmer                                       | Richard von Weizsäcker                      |
| 1994 | Jorge Semprún                                               | Wolf Lepenies                               |
| 1995 | Annemarie Schimmel                                          | Roman Herzog                                |
| 1996 | Mario Vargas Llosa                                          | Jorge Semprún                               |
| 1997 | Yaşar Kemal                                                 | Günter Grass                                |
| 1998 | Martin Walser                                               | Frank Schirrmacher                          |
| 1999 | Fritz Stern                                                 | Bronisław Geremek                           |
| 2000 | Ásszija Dzsebár                                             | Barbara Frischmuth                          |
| 2001 | Jürgen Habermas                                             | Jan Philipp Reemtsma                        |
| 2002 | Chinua Achebe                                               | Theodor Berchem                             |
| 2003 | Susan Sontag                                                | Ivan Nagel                                  |
| 2004 | Esterházy Péter                                             | Michael Naumann                             |
| 2005 | Orhan Pamuk                                                 | Joachim Sartorius                           |
| 2006 | Wolf Lepenies                                               | Andrei Pleșu                                |
| 2007 | Saul Friedländer                                            | Wolfgang Frühwald                           |
| 2008 | Anselm Kiefer                                               | Werner Spies                                |
| 2009 | Claudio Magris                                              | Karl Schlögel                               |
| 2010 | David Grossman                                              | Joachim Gauck                               |
| 2011 | Boualem Sansal                                              | Peter von Matt                              |
| 2012 | Liao Yiwu                                                   | Felicitas von Lovenberg                     |
| 2013 | Szvjatlana Alekszievics                                     | Karl Schlögel                               |
| 2014 | Jaron Lanier                                                | Martin Schulz                               |
| 2015 | Navid Kermani                                               | Frank-Walter Steinmeier                     |
| 2016 | Carolin Emcke                                               | Seyla Benhabib                              |
| 2017 | Margaret Atwood                                             | Eva Menasse                                 |
| 2018 | Aleida Assmann és Jan Assmann                               | Hans Ulrich Gumbrecht                       |
| 2019 | Sebastião Salgado                                           | Wim Wenders                                 |
| 2020 | Amartya Sen                                                 | Frank-Walter Steinmeier                     |
| 2021 | Tsitsi Dangarembga                                          | Auma Obama                                  |
| 2022 | Szerhij Zsadan                                              | Sasha Maria Salzmann                        |
| 2023 | Salman Rushdie                                              | Daniel Kehlmann                             |
| 2024 | Anne Applebaum                                              | Irina Scserbakova                           |